# Port lotniczy Flores
Port lotniczy Flores (IATA: FLW, ICAO: LPFL) – port lotniczy położony w miejscowości Santa Cruz das Flores, na wyspie Flores, na Azorach.

## Linie lotnicze i połączenia
| Linia Lotnicza  | Kierunek                                       |
| --------------- | ---------------------------------------------- |
| SATA Air Açores | 1. Corvo 2. Horta 3. Ponta Delgada 4. Terceira |